# Apple Studio Display
L'Apple Studio Display (commercializzato come Studio Display) è un monitor per computer a schermo piatto da 27 pollici sviluppato e venduto da Apple Inc. È stato annunciato l'8 marzo 2022, insieme al desktop Mac Studio, ed è stato rilasciato il 18 marzo 2022. È il display consumer di Apple, posizionato prima di Pro Display XDR.

## Panoramica
Lo Studio Display è il primo display consumer a marchio Apple dopo l'Apple Thunderbolt Display venduto tra il 2011 e il 2016. Nel frattempo, Apple ha collaborato con LG per progettare la linea UltraFine abilitata per Thunderbolt 3, composta da un display 4K da 21,5 pollici e un display 5K da 27 pollici.
Lo Studio Display presenta un pannello retroilluminato a LED 5K da 27 pollici, con risoluzione 5120×2880 a 218 pixel per pollice e 600 nit di luminosità, un aumento rispetto ai 500nit del pannello utilizzato nell'LG UltraFine e nell'iMac da 27 pollici. Il pannello supporta lo spazio colore P3 e la tecnologia True Tone. Non supporta i contenuti HDR. Include anche un sistema a sei altoparlanti con woofer a cancellazione di forza che supportano l'audio spaziale e Dolby Atmos e un array di tre microfoni che supporta "Hey Siri ". Sul retro del display è presente una porta Thunderbolt 3 che supporta DisplayPort 1.4 con Display Stream Compression (DSC) 1.2 e fornisce fino a 96 W di ricarica host per i laptop collegati e tre porte USB-C downstream da 10 Gbit/s.
Lo Studio Display include un sistema Apple A13 Bionic su un chip per l'elaborazione dell'audio e della webcam. La webcam integrata supporta Center Stage, che individua le posizioni degli utenti e li inquadra automaticamente mettendoli al centro della sceba. Si dice inoltre che il display contenga 64 GB di memoria interna, ma ne utilizzi solo 2 GB alla volta. È possibile che questo sia semplicemente dovuto dall'uso del chip A13, lo stesso adottato dall'iPhone 11.
Lo Studio Display viene fornito con tre opzioni di montaggio: un supporto regolabile in inclinazione, un supporto regolabile in inclinazione e altezza simile al Pro Display XDR e un supporto VESA . I supporti sono integrati nel display e non sono sostituibili dall'utente, ma possono essere cambiati da un Apple Store o da un fornitore di servizi autorizzato dopo l'acquisto. Come il Pro Display XDR, può anche essere configurato con la finitura "nano-texture" del vetro, una micro incisione laser opzionale che serve a ridurre i riflessi di luce.
Lo Studio Display ha un cavo di alimentazione proprietario lungo 1,8m, non staccabile dall'utente e che richiede uno strumento speciale per la rimozione.

## Compatibilità
Studio Display è compatibile con tutti i Mac con Thunderbolt 3 o Thunderbolt 4 con macOS Monterey 12.3 e versioni successive.
Lo Studio Display funziona anche con altri sistemi che supportano DisplayPort, incluso Windows, ma solo i Mac ufficialmente supportati hanno accesso alle funzionalità complete oltre a display, altoparlanti e webcam.
È anche compatibile con iPad Air di quinta generazione e iPad Pro dalla terza generazione, sempre con iPadOS 15.4 e versioni successive.

## Accoglienza
Il prodotto è stato accolto tiepidamente dalla critica. Sono stati apprezzati principalmente la qualità costruttiva, il design, i microfoni, gli altoparlanti e il fatto che è uno dei pochi display 5K presenti sul mercato. Il pannello ha ricevuto opinioni miste: sebbene dia un'immagine nitida con ampia gamma fedele di colori, essendo basato sullo stesso dell'LG Ultrafine 5K, mancano tecnologie più moderne come l'HDR, alte frequenze d'aggiornamento e retroilluminazione mini LED. Criticati invece la webcam per la scarsa qualità dell'immagine (parzialmente risolta con un aggiornamento software), il cavo alimentazione non rimovibile dall'utente, l'impossibilità di spegnere il monitor se non staccando la presa di corrente e i costi aggiuntivi per avere un supporto che permetta di regolare l'altezza. Marques Brownlee l'ha definito "un cattivo affare", mentre Engadget sostiene che è un monitor "costruito solo per chi ama i Mac".